# ルネ＝プリムヴェール・レッソン

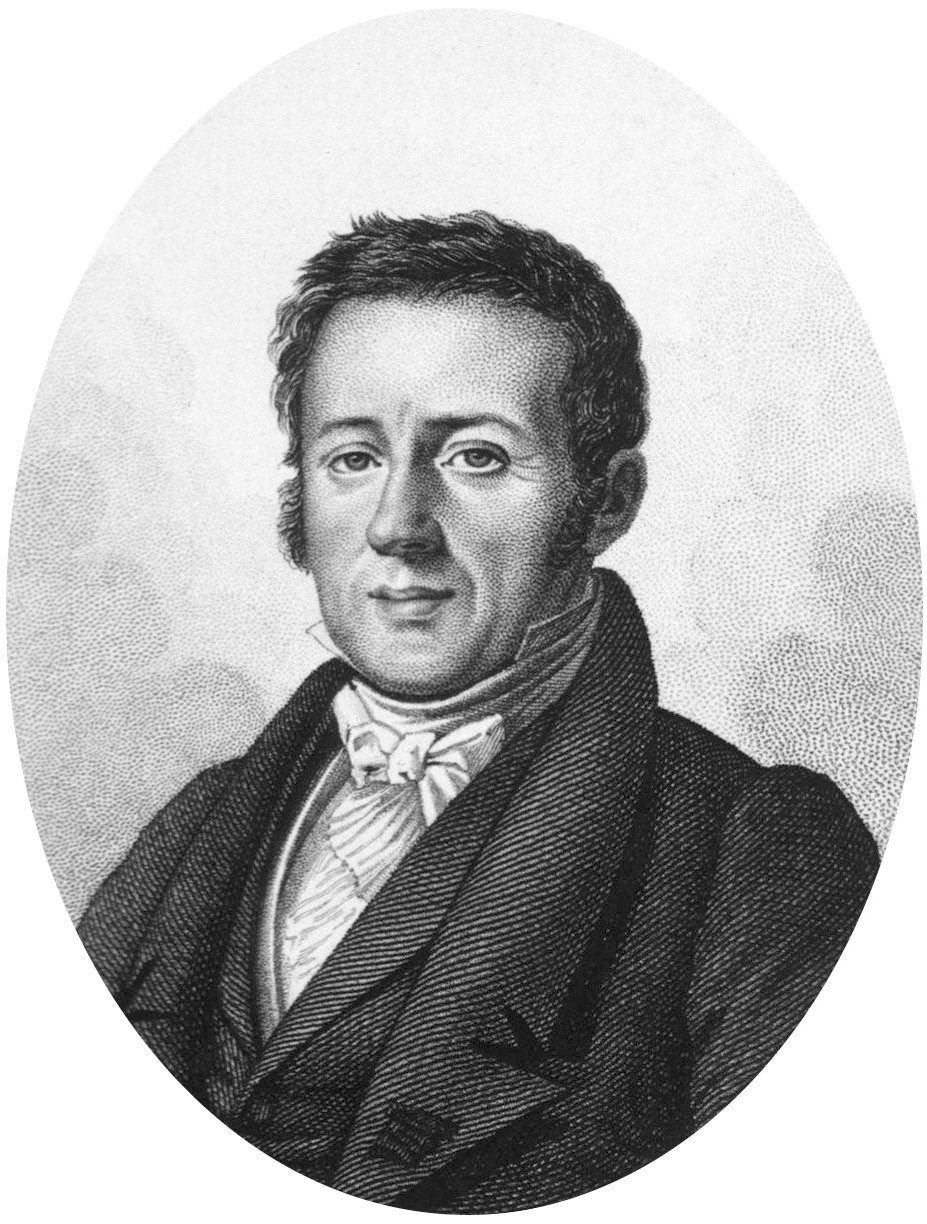
ルネ＝プリムヴェール・レッソン

ルネ＝プリムヴェール・レッソン（René-Primevère Lesson、1794年3月20日 – 1849年4月28日）は、フランスの軍医、鳥類学者である。世界一周航海を行ったコキーユ号（La Coquille）に船医として乗り込み、各地の貴重な動植物の資料を集めた。

## 生涯
シャラント＝マリティーム県のロシュフォールに生まれた。16歳で海軍の軍医学校に入り、ナポレオン戦争の間は軍医として働いた。1816年に薬学、植物学に転じ、1821年から1823年に世界一周航海を行ったルイ・イジドール・デュプレが船長を務めるコキーユ号に船医として乗り込み、同僚の船医、プロスペル・ガルノーと士官のジュール・デュモン・デュルヴィルともに博物学的標本の収集を担当した。レッソンはモルッカ諸島とニューギニアで生きたゴクラクチョウを見た最初の博物学者とされる。
パリに戻った後、7年間かけて、コキーユ号の航海の公式報告書Voyage au tour du monde sur La Coquille (1826–39) の動物学分野の執筆を行った。他にManuel d'Ornithologie (1828) などの著書を執筆した。1832年に、ロシュフォールのフランス海軍の主任薬剤師となった。弟のピエール＝アドルフ・レッソン（Pierre-Adolphe Lesson、1805年 - 1888年）も船医であり、オセアニアで消息を絶ったジャン＝フランソワ・ド・ガローの捜索航海に乗船した。

## 著書
- Manuel d'ornithologie, ou Description des genres et des principales espèces d'oiseaux, deux volumes, 1828.
- Traité d'ornithologie, ou Tableau méthodique des ordres, sous-ordres, familles, tribus, genres, sous-genres et races d'oiseaux, 1831.
- Voyage autour du monde, entrepris par ordre du gouvernement sur la Corvette La Coquille, Pourrat frères (Paris), 1838-1839.
- Instinct et singularités de la vie des Animaux Mammifères, Paulin (Paris), 1842.
- Description de mammifères et d'oiseaux récemment découverts; précédée d'un Tableau sur les races humaines, 1847.
- Histoire naturelle des zoophytes. Acalèphes, Roret (Paris), 1843.